# Tal der Wölfe 2 – Muro
Tal der Wölfe 2 – Muro (Originaltitel: Muro: Nalet Olsun İçimdeki İnsan Sevgisine, übersetzt: Muro: Verflucht sei meine innere Menschenliebe) ist ein türkischer Actionfilm von Zübeyr Şaşmaz aus dem Jahr 2008. Der Film ist ein Ableger der Serie Tal der Wölfe – Hinterhalt.
Für den Film wurde seinerzeit mit den Worten: „Die Fortsetzung des Erfolgsfilms Tal der Wölfe mit über 200.000 Besuchern mehr als ein Geheimtipp aus dem Kino“ geworben.

## Handlung
Muro, ein gescheiterter linker Revolutionär, verbüßte eine jahrelang Gefängnisstrafe, weil er „Verbrechen organisiert“ hatte. Ceto, ebenfalls ein gescheiterter Revolutionär, saß zusammen mit Muro im Gefängnis. Nachdem beide aus der Strafanstalt entlassen worden sind, kehren sie in ihre Heimatstadt zurück. Ihr Plan ist es, von dort aus eine Revolution zu starten, die sich möglichst über das ganze Land ausbreiten soll. Ziel dieses Unterfangens ist es, Reformen zu erzwingen, die ihrer Meinung nach dringend geboten sind. Erst einmal möchten sie jedoch heiraten, eine Familie gründen und ein Haus bauen. Ihnen schwebt vor, für andere Revolutionäre ein Vorbild zu werden.
Kaum sind beide wieder in ihrem Dorf, müssen sie feststellen, dass ein korrupter ehemaliger Freund und zugleich Bürgermeister ihres Heimatortes, sie während ihrer Haft mit russischen Prostituierten verheiratet hat. Bevor Muro und Ceto ihre große Revolution in Angriff nehmen können, müssen sie jeweils erst einmal die Scheidung von ihren derzeitigen Ehefrauen betreiben.
Muro und Ceto machen sich also auf nach Istanbul, um die Mädchen zu finden, von denen sie sich wieder scheiden lassen wollen. Sobald das erledigt ist, wollen die Männer die langersehnte Revolution anzetteln. Doch gelangen sie in der Millionenstadt in die Fänge einer Organisation, aus der sie sich nicht mehr befreien können.

## Produktion

### Produktionsnotizen
Produziert wurde der Film vom Studio Pana Film und von Sinefekt Post Produksiyon HIZM.A.S., Istanbul/Kooperatif Evler itri, vertrieben von der More Film GmbH, Köln. Raci Şaşmaz, ein türkischer Fernsehproduzent, arbeitet in diesem Film mit seinem jüngeren Bruder Zübeyr Şaşmaz zusammen. Die Dreharbeiten fanden überwiegend in Istanbul in der Türkei statt.

### Hintergrundinformationen
Der Hauptdarsteller des Films Mustafa Üstündağ, verkörperte bereits in der Fernsehserie Tal der Wölfe – Hinterhalt (Muro), den fiktiven Stadtkommandanten der PKK für Istanbul. „Muro“ erfreute sich großer Beliebtheit bei den Fans der Serie. Er stieg in der 13. Folge der Serie ein und wandelte sich mit der Zeit zu einem sympathischen Charakter, der immer noch an die marxistische Revolution glaubte. Die oft lustigen Dialoge zwischen ihm und seinen Anhängern machten „Muro“ beliebt und führten in der Türkei zu der Diskussion, ob ein Terrorist überhaupt so sympathisch dargestellt werden dürfe. In Folge 65 wurde „Muro“ nach einer Gehirnwäsche und unter Drogeneinfluss in einem Kaffeehaus per Fernzünder in die Luft gesprengt.
Der Film, der ein Ableger der Medienreihe Tal der Wölfe von Osman Sinav ist, die in der Türkei sehr erfolgreich war, war in der Türkei der dritterfolgreichste Film im Jahr 2008. Die Alternativtitel des Films lauten: Kurtlar Vadisi – Muro: Nalet Olsun Içimdeki Insan Sevgisine und
Muro: Damn the Humanist Inside
Andrea Niederfriniger schrieb bei Filmreporter, dass „der erste Teil der Tal der Wölfe-Saga, Tal der Wölfe – Irak“, 2006 „heftige Diskussionen ausgelöst“ habe. Das sei so weit gegangen, dass „die zehn Millionen teure Produktion von deutschen Kinobetreibern boykottiert“ worden sei. Weiter schrieb Niederfriniger: „Die Geschichte basierte auf einem realen Vorfall im nordirakischen Kurdengebiet. Dem Film wurde vorgeworfen, Antiamerikanismus und Antisemitismus zu verbreiten, da amerikanische Soldaten ein türkisches Lager überfallen und dort ein sadistisches Regime betreiben. Man sprach sogar vom ‚Kampf der Kulturen‘.“ Zwei Jahre später hätten die türkischen Fans „gespannt auf die Fortsetzung“ gewartet. Die Frage habe im Raum gestanden, ob dieser Film „eine ebenso heftige Kontroverse auslösen“ würde?

### Soundtrack
- Odysee von J. P. Smadj
- Something to Say von J. P. Smadj
- Cit Cit Cedene, performt von Cem Yildiz

### Veröffentlichung
Der Kinostart des Films erfolgte in Deutschland am 4. Dezember 2008. Am 8. März 2010 wurde der Film mit einer deutschen Synchronisation und deutschen Untertiteln von der Studio KSM GmbH auf DVD veröffentlicht.
In den Niederlanden wurde der Film ebenfalls am 4. Dezember 2008 erstveröffentlicht, in Dänemark und der Türkei am 5. Dezember 2008. Veröffentlicht wurde der Film zudem in Russland. Der internationale Titel des Films lautet Muro: Damn the HumanistInside.

## Rezeption

### Kritik
Die Filmkritik von Bernd Buder im Filmdienst war durchaus positiv, dort heißt es, der Film stelle eine Art Sequel von ‚Tal der Wölfe – Irak‘ (2005) dar, habe jedoch „mit dem Vorgänger außer dem Titel nichts gemein“. Statt anti-westliche Ressentiments zu bedienen, entwerfe „die Fortsetzung eine Satire um den sympathischen, aber ewig gestrigen Vorsitzenden einer revolutionären Organisation kurdischer Provenienz, den es zusammen mit seinem vergnügungssüchtigen Freund auf die Spuren zweier ukrainischer Prostituierter ins wilde Nachtleben“ verschlage. Resümee: „Trotz einiger Längen eine amüsante Komödie, die gewitzt das Polit-Establishment auf die Schippe nimmt. – Ab 16.“
Auf der Seite Mümkünmertebe äußerte Numan Serteli, es handele sich hier um den Versuch, aus einer Serie einen zweiten Spielfilm mit Nebenrollen herauszukitzeln. Offensichtlich sei, dass der Zweck der Schaffung der Typen im Film darin bestehe, sich über die PKK lustig zu machen und allen zu zeigen, was für ein Haufen Idioten in dieser Organisation seien. Der Zwang, aus so simplen Geschichten von Nebenfiguren, ein Szenario zu konstruieren, sei eines der wichtigsten Klischees von Abenteuerfilmen. Gelegentlich würden auch komische Elemente ins Spiel kommen. Es gebe Faktoren, die die Qualität des Films negativ beeinflussen würden, aber durchaus auch Situationen und Witze im Film, über die man lachen müsse – vor allem dank des sympathischen Schauspiels von Mustafa Üstündağ und Şefik Onatoğlu.
Die Redaktion des Fernsehmagazins Prisma verwies auf den Vorgängerfilm, der für einen handfesten Skandal gesorgt habe, und meinte dass die Fortsetzung im Gegensatz dazu „vollkommen fiktiv“ sei, weshalb schon deshalb keine öffentliche Debatte ausgelöst worden sei. Die Bilder des Films seien „Kino tauglich“, doch baue dafür „die schwache, oft unglaubwürdige Story auf eine altbackene Gut-Böse-Konstellation“. Zwar wisse der „in der Türkei sehr populäre Mustafa Üstündag zu überzeugen“, was den Film aber nicht rette.

### Einspielergebnis
Der weltweite Bruttoertrag des Films betrug 14.148.610 $.